# Волотовское сельское поселение (Волотовский район)
Волотовское сельское поселение — упразднённое с 12 апреля 2010 года муниципальное образование в Волотовском муниципальном районе Новгородской области России.
Административным центром была деревня Волот.
Территория сельского поселения располагалась на западе Новгородской области. По территории протекают реки Колошка и Псижа.
Волотовское сельское поселение было образовано в соответствии с законом Новгородской области от 11 ноября 2005 года № 559-ОЗ. 12 апреля 2010 года его территория и населённые пункты вошли в состав вновь образованного Горского сельского поселения.

## Населённые пункты
На территории сельского поселения было расположено 18 населённых пунктов (деревень):
Бозино, Борок, Борыни, Волот, Вояжа, Гниловец, Горки, Гумнище, Дерглец, Ивье, Кленовец, Пуково, Раглицы, Раменье, Рно, Ручьи, Хотяжа, Чураково.

## Транспорт
По этой территории проходит участок автодороги Р48 между деревней Выбити и посёлком Волот. Ближайшие железнодорожные станции в Мяково и посёлке Волот на линии Октябрьской железной дороги на линии Бологое-Московское — Валдай — Старая Русса — Дно-1.